# Ruskiniana sexguttatipennis
Ruskiniana sexguttatipennis är en stekelart som beskrevs av Girault 1923. Ruskiniana sexguttatipennis ingår i släktet Ruskiniana och familjen sköldlussteklar. Inga underarter finns listade i Catalogue of Life.